# Larry Willis/Diskografie

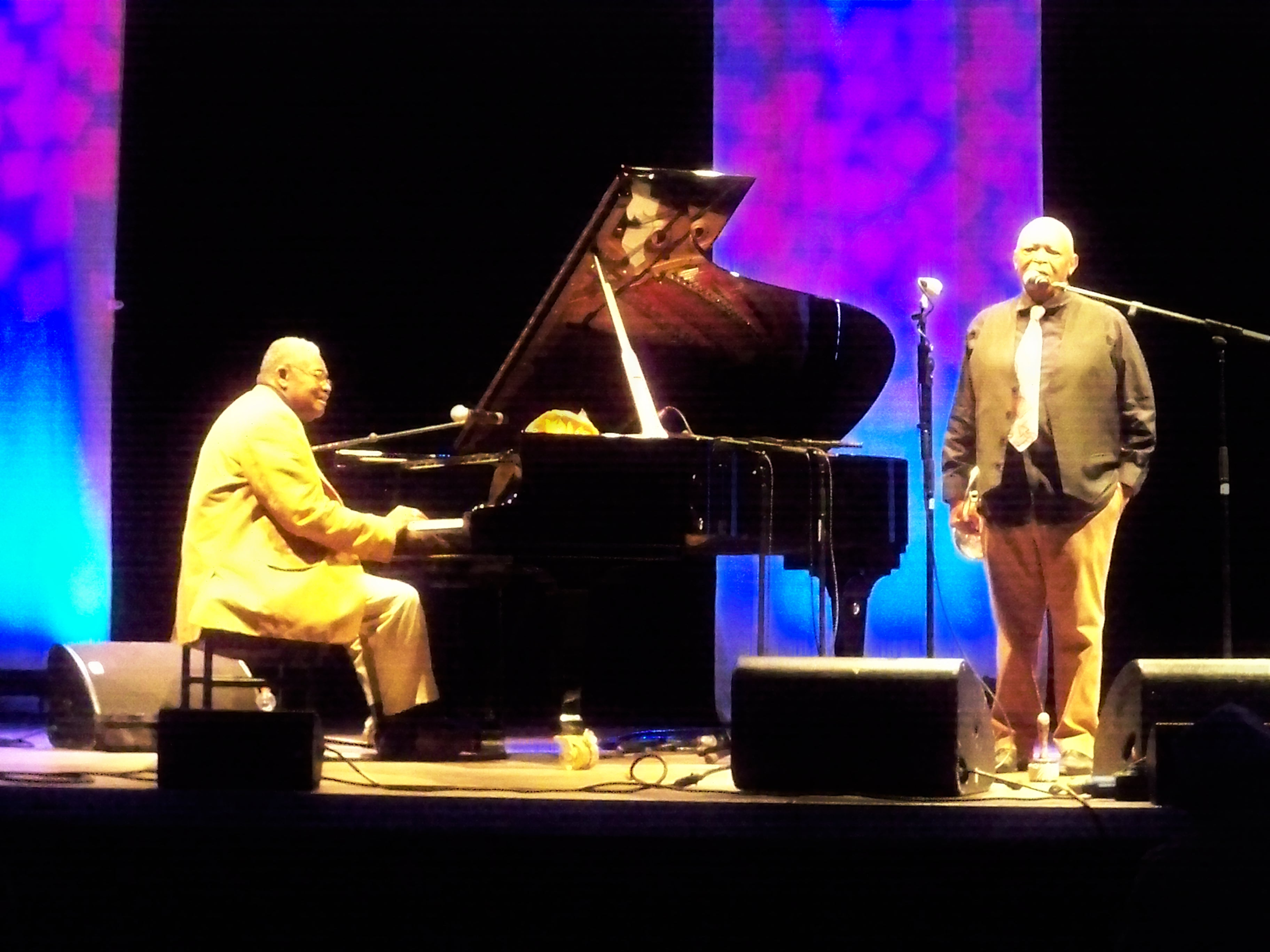
Larry Willis (links) mit Hugh Masekela (2016)

Diese Diskografie ist eine Übersicht über die veröffentlichten Tonträger des Jazzmusikers Larry Willis. Sie umfasst seine Alben unter eigenem Namen (Abschnitt 1), seine Duo-Alben (Abschnitt 2), seine Mitwirkung bei kollaborativen Bandprojekten (Abschnitt 3) und seine Mitwirkungen als Musiker bei weiteren Produktionen (Abschnitt 4). Nach Angaben des Diskografen Tom Lord war er zwischen 1965 und 2017 an 179 Aufnahmesessions beteiligt.

## Alben unter eigenem Namen
Dieser Abschnitt listet die von Larry Willis zu Lebzeiten veröffentlichten LPs und CDs chronologisch nach Aufnahmejahr.
| Album                                                              | Musiklabel          | Aufnahme | VÖ    | Anmerkungen                                                                                               |
| ------------------------------------------------------------------ | ------------------- | -------- | ----- | --- |
| A New Kind of Soul                                                 | Lenny Lewis Records | 1970     | 1970  | mit Marvin Stamm, Jimmy Owens, Joe Newman, Al Gafa, Victor Sproles, Al Foster                             |
| Inner Crisis                                                       | Groove Merchant     | 1973     | 1973  | mit Dave Bargeron, Harold Vick, Roland Prince, Eddie Gomez, Warren Benbow bzw. Roderick Gaskin, Al Foster |
| My Funny Valentine                                                 | Jazz City/Bellaphon | 1988     | 1988  | mit Kenny Garrett, George Mraz, Al Foster                                                                 |
| Just in Time                                                       | SteepleChase        | 1989     | 1989  | mit Bob Cranshaw, Kenny Washington                                                                        |
| Heavy Blue                                                         | SteepleChase        | 1989     | 1989  | mit Jerry Gonzalez, Joe Ford (as,sop), Don Pate, Jeff Tain Watts                                          |
| Let’s Play                                                         | SteepleChase        | 1991     | 1992  | Larry Willis Trio mit Santi Debriano, Victor Lewis                                                        |
| Steal Away                                                         | AudioQuest          | 1992     | 1992  | mit Gary Bartz, Cecil McBee                                                                               |
| Solo Spirit                                                        | Mapleshade          | 1992     | 1993  | solo |
| How Do You Keep the Music Playing?                                 | SteepleChase        | 1991     | 1992  | mit David Williams (b) Lewis Nash                                                                         |
| Unforgettable                                                      | SteepleChase        | 1992     | 1992  | solo |
| Every Rung Goes Higher                                             | Mapleshade          | 1992     | 2001  | |
| If Trees Could Talk                                                | Mapleshade          | 1993     | 1994? | Larry Willis/Hamiet Bluiett, mit Asante (perc)                                                            |
| Sunshower                                                          | Mapleshade          | 1993     | 1994? | mit Kash Killion; Steve Novosel, Paul Murphy, Steve Berrios                                               |
| A Tribute to Someone                                               | AudioQuest          | 1993     | 1994? | Larry Willis Sextet mit Tom Williams, Curtis Fuller, John Stubblefield, David Williams, Ben Riley         |
| Serenade                                                           | Sound Hills         | 1994     | 1995  | mit Ray Drummond, Victor Lewis                                                                            |
| Sanctuary                                                          | Mapleshade          | 2002     | 2003  | mit Ray Codrington, Joe Ford, Steve Novosel, Steve Berrios, Artie Sherman (vcl), The Rick Schmidt Strings |
| The Big Push                                                       | HighNote            | 2005     | 2006  | mit Buster Williams, Al Foster                                                                            |
| Blue Fable                                                         | HighNote            | 2006     | 2007  | mit Steve Davis, Joe Ford, Eddie Gomez, Billy Drummond                                                    |
| The Offering                                                       | HighNote            | 2007     | 2008  | mit Eric Alexander, Eddie Gomez, Billy Drummond                                                           |
| This Time The Dream’s on Me                                        | HighNote            | 2011     | 2012  | solo |
| I Fall in Love Too Easily (The Final Session at Rudy Van Gelder's) | HighNote            | 2019     | 2020  | mit Jeremy Pelt, Joe Ford, Blake Meister, Victor Lewis                                                    |

## Duo-Alben
| Künstler                      | Album                         | Musiklabel        | rec  |
| ----------------------------- | ----------------------------- | ----------------- | ---- |
| Larry Willis & Hamiet Bluiett | If Trees Could Talk           | Mapleshade        | 1993 |
| Bob Kindred & Larry Willis    | Gentle Giant of the Tenor Sax | Mapleshade        | 2001 |
| Larry Willis/Paul Murphy      | The Powers of Two, Vol. 1     | Mapleshade        | 2002 |
| Larry Willis/Paul Murphy      | The Powers of Two, Vol. 2     | Mapleshade        | 2002 |
| Pancella                      | Alter Ego                     | Mapleshade        | 2004 |
| Paul Murphy/Larry Willis      | Excursions                    | Murphy            | 2006 |
| Paul Murphy/Larry Willis      | Expose                        | Murphy            | 2008 |
| Paul Murphy/Larry Willis      | Foundations                   | Murphy            | 2009 |
| Mike DiRubbo & Larry Willis   | Four Hands One Heart          | Ksanti            | 2011 |
| Hugh Masekela & Larry Willis  | Friends                       | House of Masekela | 2012 |

## Kollaborative Bandprojekte
| Album            | Musiker        | Musiklabel     | rec  | Anmerkungen                                          |
| ---------------- | -------------- | -------------- | ---- | ---------------------------------------------------- |
| Search for Peace | Heads of State | Smoke Sessions | 2015 | Gary Bartz, Larry Willis, Buster Williams, Al Foster |
| Four in One      | Heads Of State | Smoke Sessions | 2016 | dto.                                                 |

## Alben als Musiker/Solist bei weiteren Produktionen
| Künstler                                             | Album                                        | Musiklabel         | VÖ      | Anmerkungen |
| ---------------------------------------------------- | -------------------------------------------- | ------------------ | ------- | --- |
| Jackie McLean                                        | Right Now!                                   | Blue Note          | 1965    | mit Bob Cranshaw, Clifford Jarvis |
| Hugh Masekela                                        | GRRR                                         | Mercury            | 1965    | mit Jonas Gwangwa, Howard St. John, Morris Goldberg, Eric Gale u. a. |
| Jackie McLean                                        | Jacknife                                     | Blue Note          | 1965    | mit Lee Morgan, Charles Tolliver, Larry Ridley, Jack DeJohnette |
| Hugh Masekela                                        | The Americanization of Ooga Booga            | MGM                | 1965    | mit Harold Dotson, Henry Jenkins |
| Hugh Masekela                                        | The Lasting Impressions of Hugh Masekela     | MGM                | 1965    | dto. |
| Lee Morgan                                           | Infinity                                     | Blue Note          | 1966    | mit Jackie McLean, Reggie Workman, Billy Higgins |
| Hugh Masekela                                        | Grazing in the Grass                         | Up Front           | 1969    | mit Buster Williams, Al Foster |
| Robin Kenyatta                                       | Beggars and Stealers                         | Muse               | 1969    | mit Walter Booker, Alphonse Mouzon |
| Hugh Masekela                                        | Reconstruction                               | Chisa              | 1970    | mit Wayne Henderson, Joe Sample, Arthur Adams, Bruce Langhorn, Hal Dodson, Wilton Felder, Monk Montgomery, Al Foster, Francisco Aguabella                                                           |
| Hugh Masekela                                        | Home Is Where the Music Is                   | Blue Thumb         | 1972    | mit Dudu Pukwana, Eddie Gomez, Makaya Ntshoko; 1978 unter dem Titel The African Connection bei ABC Impulse! wiederveröffentlicht                                                                    |
| Robin Kenyatta                                       | Gypsy Man                                    | Atlantic           | 1972    | u. a. mit Pat Rebillot, George Butcher, Keith Loving, David Spinozza, Stanley Clarke, Rick Marotta, Billy Cobham, Charles Collins, Ralph MacDonald                                                  |
| Alphonse Mouzon                                      | The Essence of Mystery                       | Blue Note          | 1972    | mit Buddy Terry, Sonny Fortune, Wilbur „Bad“ Bascomb, Buster Williams |
| Groove Holmes                                        | American Pie                                 | Groove Merchant    | 1972    | mit Gerald Hubbard, Jerry Jemmott, Kwasi Jay |
| Joe Henderson                                        | Multiple                                     | Bell               | 1973    | mit Dave Holland, Jack DeJohnette, Arthur Jenkins, Jr., James Blood Ulmer |
| Buddy Terry                                          | Lean on Him                                  | Mainstream         | 1973    | u. a. mit Charita Bond, Ernie Hayes, Jay Berliner, Wilbur „Bad“ Bascomb, Bernard Purdie, Lawrence Killian, Dee Dee Bridgewater, Alphonse Mouzon                                                     |
| Woody Shaw                                           | Live, Volume Two                             | HighNote           | 1977    | mit Steve Turre, Carter Jefferson, Stafford James, Victor Lewis |
| Woody Shaw                                           | Live, Volume One                             | HighNote           | 1977    | dto. |
| Woody Shaw                                           | Live, Volume Three                           | HighNote           | 1977    | dto., mit Mulgrew Miller |
| Ryo Kawasaki                                         | Ring Toss                                    | Chiaroscuro        | 1977    | Ryo Kawasaki Ensemble |
| Herb Alpert                                          | Main Event Live                              | A&M                | 1978    | Bigband |
| Sonny Fortune                                        | Infinity Is                                  | Atlantic           | 1978    | mit Tom Browne, Allan Zavod, Raymond Gomez, Anthony Jackson, Mark Egan, Steve Jordan, Raphael Cruz, Sammy Figueroa                                                                                  |
| Frank Rosolino                                       | The Last Recording                           | Sea Breeze         | 1978    | mit Kevin Brandon, Billy Higgins |
| Sonny Fortune                                        | With Sound Reason                            | Atlantic           | 1979    | mit Raymond Gomez, Willie Weeks, Mark Egan, Steve Jordan, Raphael Cruz, Sammy Figueroa, Manolo Badrena                                                                                              |
| Woody Shaw                                           | For Sure!                                    | Columbia           | 1979    | u. a. mit Curtis Fuller, Steve Turre, James Spaulding, Gary Bartz, Carter Jefferson, Stafford James, Victor Lewis, Nana Vasconcelos, Judi Singh                                                     |
| Woody Shaw                                           | Live, The Jazz Showcase, Chicago, 31 Dec ’79 | Mad Era            | 1979    | mit Carter Jefferson, Stafford James, Victor Lewis |
| Woody Shaw                                           | Basel 1980                                   | Elemental          | 1980    | dto. |
| Woody Shaw                                           | Live: Volume Four                            | HighNote           | 1981    | mit Steve Turre, Stafford James, Victor Lewis |
| Jimmy Cobb                                           | So Nobody Else Can Hear                      | Contempo           | 1981    | u. a. mit Freddie Hubbard, Steve Sattan, David Liebman, Pee Wee Ellis, Pete Levin, Steve Khan, Walter Booker                                                                                        |
| David Fathead Newman                                 | Still Hard Times                             | Muse               | 1982    | mit Charlie Miller, Hank Crawford, Howard Johnson, Steve Nelson, Walter Booker, Jimmy Cobb |
| James Marentic                                       | Nimbus                                       | Discovery          | 1982    | mit Tom Harrell, Slide Hampton, Anthony Cox, Victor Lewis |
| Fred Lipsius                                         | Distant Lover(s)                             | ITI                | 1982    | mit George Mraz, Al Foster |
| Nat Adderley                                         | On the Move                                  | Theresa            | 1982    | mit Sonny Fortune, Walter Booker, Jimmy Cobb |
| Nat Adderley                                         | Blue Autumn                                  | Theresa            | 1982    | dto. |
| David Liebman                                        | „Lieb“: Close Up                             | Comtempo Vibratro  | 1983    | mit Steve Sattan, Walter Booker, Jimmy Cobb, Judy Geist, Marilyn Redfield |
| Verschiedene Künstler                                | Lost in the Stars: The Music of Kurt Weill   | A&M                | 1983    | Kompilation. nur auf einem Titel mit Carla Bley und ihrem Orchester mit Phil Woods, Randy Brecker, Tom Malone, David Taylor, John Clark, Paul McCandless, Chris Hunter, Steve Swallow, Victor Lewis |
| Carla Bley                                           | Night-glo                                    | Watt               | 1985    | mit Randy Brecker, Tom Malone, David Taylor, John Clark, Paul McCandless, Hiram Bullock, Steve Swallow, Victor Lewis, Manolo Badrena                                                                |
| Chico Freeman                                        | Tales of Ellington                           | Black Hawk         | 1986    | Willis ist zu hören in „To wisdom, the Prize“, mit Freddie Waits |
| Leni Stern                                           | Clairvoyant                                  | Passport           | 1985    | mit Bob Berg, Bill Frisell, Harvie Swartz, Paul Motian |
| Branford Marsalis                                    | Royal Garden Blues                           | Columbia           | 1986    | Larry Willis ist zu hören in „StrikeUp the Band“ und im Titelstück. |
| Renee Manning                                        | Uhm...uhm...uhmmm!                           | Ken                | 1986    | Renee Manning & The Mel Lewis Jazz Orchestra |
| Jeff Hittman                                         | Mosaic                                       | Soul Note          | 1986    | mit Valery Ponomarev, Dennis Irwin, Yoshitaka Uematsu |
| Carla Bley                                           | Sextet                                       | Watt               | 1987    | mit Hiram Bullock, Steve Swallow, Victor Lewis, Don Alias |
| Steve Swallow                                        | Carla                                        | XtraWatt           | 1987    | mit Carla Bley, Hiram Bullock, Ida Kavafian, Ik-Hwan Bae, Fred Sherry, Victor Lewis, Don Alias |
| Clifford Jordan                                      | The Mellow Side of Clifford Jordan           | Mapleshade         | 1987    | Bigband |
| Freddie Hubbard                                      | Life Flight                                  | Blue Note          | 1987    | kollektives Personal |
| Jimmy Heath                                          | Peer Pleasure                                | Landmark           | 1987    | mit Tom Williams, Tony Purrone, Stafford James, Akira Tana |
| Leni Stern                                           | The Next Day                                 | Passport           | 1987    | mit Bob Berg, Hiram Bullock, Harvie Swartz, Paul Motian |
| Cindy Blackman                                       | Arcane                                       | Muse               | 1987    | mit Wallace Roney, Kenny Garrett bzw. Joe Henderson, Buster Williams bzw. Clarence Seay |
| Sathima Bea Benjamin                                 | Lovelight                                    | Ekapa              | 1987    | mit Ricky Ford, Buster Williams, Billy Higgins |
| Carmen McRae                                         | Carmen Sings Monk                            | Novus              | 1988    | mit Charlie Rouse, George Mraz, Al Foster |
| Valery Ponomarev                                     | Trip to Moscow (Universal Language)          | Reservoir          | 1988    | mit Ralph Moore, Dennis Irwin, Victor Jones |
| Jerry Gonzalez                                       | Rumba Para Monk                              | Sunnyside          | 1988    | mit Carter Jefferson, Andy Gonzalez, Steve Berrios |
| Jerry Gonzalez & The Fort Apache Band                | Obatala                                      | Enja               | 1988    | mit Angel „Papo“ Vazquez, John Stubblefield, Edgardo Miranda, Andy Gonzalez, Steve Berrios |
| Datevik                                              | Ballads from the Black Sea                   | Mapleshade         | 1990    | Datevik with the Larry Willis Quartet (Datevik Hovanesian, Tatevik Oganesian, Igor Bril (vcl), mit Igor Butman, Andy McCloud, Steve Williams, dr)                                                   |
| Jerry Gonzalez & Fort Apache Band                    | Earthdance                                   | Sunnyside          | 1990    | mit Joe Ford, Carter Jefferson, Andy Gonzalez, Steve Berrios |
| Bobby Battle                                         | The Offering                                 | Mapleshade         | 1990    | Bobby Battle Quartet mit David Murray, Santi Debriano |
| Andy McCloud                                         | Blues for Bighead                            | Mapleshade         | 1990    | mit Joe Ford, Steve Nelson, Victor Jones |
| Louis Hayes                                          | Nightfall                                    | SteepleChase       | 1991    | mit Eddie Allen, Gerald Hayes, Clint Houston |
| Eddie Henderson                                      | Flight Of Mind                               | SteepleChase       | 1991    | mit Ed Howard, Victor Lewis |
| Papo Vázquez                                         | Breakout                                     | Timeless           | 1992    | kollektives Personal |
| Jerry Gonzalez & The Fort Apache Band                | Moliendo Cafe (To Wisdom the Prize)          | Sunnyside          | 1991    | mit Carter Jefferson, Joe Ford, Andy Gonzalez, Steve Berrios |
| Eddie Gale                                           | A Minute With Miles                          | Mapleshade         | 1992    | Eddie Gale Quintet Featuring Larry Willis, mit Ismael Navarrete (ts,sop), Ben Allison, Paul Murphy (dr)                                                                                             |
| Jack Walrath                                         | Portraits in Ivory & Brass                   | Mapleshade         | 1992    | Jack Walrath & Larry Willis mit Steve Novosel |
| Kendra Shank                                         | Afterglow                                    | Mapleshade         | 1992    | Kendra Shank mit dem Larry Willis Quartet (Gary Bartz, Steve Novosel, Steve Williams, Steve Berrios, Paul Murphy)                                                                                   |
| Dave Bargeron                                        | Barge Burns...Slide Flies                    | Mapleshade         | 1992    | Dave Bargeron Quartet mit Larry Willis (mit Steve Novosel & Kenwood Dennard) |
| Tom Lellis                                           | Taken to Heart                               | Concord Jazz       | 1993    | Willis ist zu hören in drei Titeln |
| Kenyetta                                             | Every Rung Goes Higher                       | Mapleshade         | 1993    | Kenyetta and the Larry Willis Trio (mit Steve Novosel & Steve Barrios) |
| Norris Turney                                        | Big, Sweet 'N Blue                           | Mapleshade         | 1993    | mit Walter Booker, Jimmy Cobb |
| Freddy Cole                                          | A Circle of Love                             | Fantasy            | 1993–95 | mit Danny Moore, Mel Martin, Don Braden, Joe Ford, Joe Locke, Cyrus Chestnut, Jerry Byrd, George Mraz, Tom Hubbard, Steve Berrios                                                                   |
| Gary Bartz                                           | Episode One – Children of Harlem             | Challenge          | 1994    | mit Buster Williams, Ben Riley |
| Grover Washington, Jr.                               | All My Tomorrows                             | Columbia           | 1995    | koll. Personal |
| Jerry Gonzalez & The Fort Apache Band                | Crossroads                                   | Milestone          | 1994    | mit Joe Ford, John Stubblefield, Andy Gonzalez, Steve Berrios |
| Roseanna Vitro                                       | Passion Dance                                | Telarc             | 1994    | Willis ist zu hören in „Blue Monk“, mit Kevin Mahogany, Gary Bartz, Ratzo Harris, Jamey Haddad |
| Freddy Cole                                          | I Want a Smile for Christmas                 | Fantasy            | 1994    | mit Joe Ford, Joe Locke, Jerry Byrd, Tom Hubbard, Steve Berrios |
| Steve Berrios                                        | First World                                  | Milestone          | 1994    | kollektives Personal |
| The Moffett Family Jazz Band                         | Africano                                     | Venus              | 1994    | mit Mondre Moffett, Charles Moffett Jr., Lafayette Thomas, Julian Coryell, Charnett Moffett, Codaryl „Cody“ Moffett, Charles Moffett senior. Willis ist nur zu hören in „Mr. PC“                    |
| Attila Zoller                                        | When It’s Time                               | enja               | 1994    | mit Lee Konitz, Santi Debriano, Yoron Israel. Willis ist an fünf Titeln beteiligt |
| Roy Hargrove                                         | Family                                       | Verve              | 1995    | Willis ist zu hören in „Polka Dots and Moonbeams“, mit Jesse Davis, Walter Booker, Jimmy Cobb |
| Ron Holloway                                         | Struttin’                                    | Milestone          | 1995    | kollektives Personal |
| Hamiet Bluiett                                       | Young Warrior, Old Warrior                   | Mapleshade         | 1995    | mit Jack Walrath, Mark Shim, Keter Betts, Jimmy Cobb |
| Jerry Gonzalez & The Fort Apache Band                | Pensativo                                    | Milestone          | 1995    | mit Joe Ford, John Stubblefield, Andy Gonzalez, Steve Berrios |
| Charles Williams                                     | When Alto Was King                           | Mapleshade         | 1995/96 | mit Donald „Capt Keyboards“ Blackman, Ed Cherry, Keter Betts, Jimmy Cobb |
| Russell Malone                                       | Wholly Cats                                  | Venus              | 1995    | mit Rodney Whitaker, Yoron Israel |
| George Mraz                                          | Jazz                                         | Milestone          | 1995    | Willis ist zu hören in „You Story“ |
| Avi Lebo Double Trombone Quintet                     | Shades of Brass                              | Mapleshade         | 1995    | mit Slide Hampton, Steve Novosel, Jimmy Cobb |
| Jerry Gonzalez & The Fort Apache Band                | Fire Dance                                   | Milestone          | 1996    | mit Joe Ford, John Stubblefield, Andy Gonzalez, Steve Berrios |
| Chip Jackson                                         | Is There a Jackson in the House?             | Jazzkey            | 1996    | Willis ist zu hören in vier Titeln |
| David O’Rourke                                       | The Prize                                    | Night Town         | 1997    | mit Bob Cranshaw, Al Harewood |
| Monica Worth                                         | Never Let Me Go                              | Mapleshade         | 1997    | Monica Worth and the Larry Willis Trio (mit Rick Schmidt (vln), George Olson, Bruno Nasta (viola), Nat Chaitlein (cello), Keter Betts, Steve Novosel, Jimmy Cobb)                                   |
| Karen Francis                                        | Little Sunflower                             | SteepleChase       | 1997    | Karen Francis Sextet; Larry Willis (arr) |
| John Hicks                                           | John Hicks Trio Plus Strings                 | Mapleshade         | 1997    | mit Steve Novosel, Ronnie Burrage, Steve Williams, Rick Schmidt String Quartet. Larry Willis (arr)                                                                                                  |
| Ron Holloway                                         | Groove Update                                | Milestone          | 1997    | u. a. mit Chris Battistone, Benjie Porecki, Paul Bollenback, James King, Gary Grainger, Gil Scott-Heron                                                                                             |
| Sunny Sumter                                         | Sunny!                                       | Mapleshade         | 1998    | mit Joe Ford, Rick Schmidt, Keter Betts, Jimmy Cobb, Steve Berrios |
| David O’Rourke & Lewis Nash’s Celtic Jazz Collective | Celtic Jazz Collective                       | Mapleshade         | 1999    | |
| Walter Booker                                        | Bookie’s Cookbook                            | Mapleshade         | 1999    | mit Marcus Belgrave, Cecil Payne, Roni Ben-Hur, Leroy Williams |
| Roy Hargrove                                         | Moment to Moment                             | Verve              | 1999    | mit Sherman Irby, Larry Willis, Gerald Cannon, Willie Jones, III, Gil Goldstein, Cedar Walton (arr) + The Monterey Jazz Festival Chamber Orchestra                                                  |
| Little Jimmy Scott                                   | Moon Glow                                    | Milestone          | 2000    | Bigband |
| Little Jimmy Scott                                   | Over the Rainbow                             | Milestone          | 2000    | kollektives Personal |
| Vanessa Rubin                                        | Girl Talk                                    | Telarc             | 2000    | mit Steve Davis (tb), Eric Alexander, Javon Jackson, Cedar Walton, Larry Willis, David Williams, Lewis Nash                                                                                         |
| Yardena                                              | Yardena Sings Swing, Latin & Blues           | Yardena            | 2000    | koll. Personal |
| Slide Hampton                                        | Spirit of the Horn                           | MGC                | 2002    | Bigband |
| Sherman Irby                                         | Faith                                        | Black Warrior      | 2004    | mit Gerald Cannon, Willie Jones, III, Khalil Kwame Bell |
| Steve Davis                                          | Alone Together                               | Mapleshade         | 2004    | Steve Davis Quartet, feat. Larry Willis (mit Nat Reeves, Eric McPherson) |
| Matt Criscuolo                                       | Lotus Blossom                                | Carriage           | 2004    | mit Steve Davis, Phil Bowler Eric McPherson, Ray Mantilla |
| Jerry Gonzalez & The Fort Apache Band                | Rumba Buhaina                                | Random Chance      | 2005    | mit Joe Ford, Andy Gonzalez, Steve Berrios |
| Clifton Anderson                                     | Decade                                       | Universal          | 2007    | Larry Willis ist zu hören in fünf Titeln, kollektives Personal |
| The John Hicks Legacy Band                           | Mind Wine                                    | Savant             | 2007    | mit Eddie Henderson, Elise Wood-Hicks, Craig Handy, Curtis Lundy, Steve Williams |
| Matt Criscuolo                                       | Melancholia                                  | Matt               | 2008    | mit Rachel Golub, Whitney Lagrange, Julie Goodale, Dave Teggar, Phil Bowler, Billy Drummond |
| Steve Davis                                          | Live at Smalls                               | Smalls Live        | 2009    | mit Mike DiRubbo, Gerald Cannon, Willie Jones, III |
| Gail Marten                                          | In Love... Again                             | jazz Palette       | 2009    | mit Herman Burney, Eric Kennedy |
| Steve Turre                                          | Delicious and Delightful                     | HighNote           | 2010    | mit Billy Harper, Russell Malone, Corcoran Holt, Dion Parson, Pedro Martinez |
| Justin Robinson                                      | In the Spur of the Moment                    | WJ3                | 2010    | mit Roy Hargrove, Dwayne Burno, Willie Jones, III |
| Steve Grossman                                       | Homecoming                                   | Pony Canyon        | 2010    | mit Tom Browne, Bill Washer, John Webber, Ruben Rodriguez, Joe Farnsworth, Ralph Irizarry, Roberto Quintero, Chuggy Carter (perc)                                                                   |
| Naima Shamborguer                                    | ’Round Midnight                              | Shambones          | 2011    | mit Vincent Bowen, Eugene Bud Zenza, Marion Hayden, George Davidson, Greco Freeman |
| Steve Davis                                          | Gettin’ It Done                              | Posi-Tone          | 2011    | mit Joshua Bruneau, Mike DiRubbo, Nat Reeves, Billy Williams (d) |
| Matt Criscuolo                                       | Blippity Blat                                | Matt               | 2011    | mit John Clark, Gerald Cannon, Billy Williams |
| Steve Davis                                          | For Real                                     | Posi-Tone          | 2013    | mit Abraham Burton, Nat Reeves, Billy Williams |
| Jay Rodriguez                                        | Your Sound: Live at Dizzy’s Club Coca-Cola   | Whaling City Sound | 2017    | mit Billy Harper, Eric Wheeler, J.T. Lewis, Billy Martin |
| Steve Davis                                          | Think Ahead                                  | Smoke              | 2017    | mit Steve Wilson, Jimmy Greene, Peter Washington, Lewis Nash |